# Fly on the Wall
Fly on the Wall (с англ. — «Муха на стене») — десятый австралийский и девятый международный студийный альбом австралийской хард-рок-группы AC/DC, релиз которого состоялся 28 июня 1985 года. В 2003 году альбом был переиздан в составе серии AC/DC remasters.

## Об альбоме
Первый номерной альбом в дискографии группы, который вышел в «цифре» на CD: 25 октября 1985 года в Японии, Германии и США.
Второй и последний альбом группы, спродюсированный участниками коллектива Ангусом и Малколмом Янгами. Также альбом стал дебютным для нового ударника Саймона Райта, который был принят в группу после ухода Фила Радда в 1983 году.
Как и предыдущий (Flick of the Switch), данный альбом не получил коммерческого успеха (в сравнении с Back in Black и For Those About to Rock (We Salute You)). Музыкальные критики оценили его довольно низко. Несмотря на это, альбом был продан тиражом более 1 000 000 экземпляров и получил платиновый статус.
Песни «Sink the Pink» и «Shake Your Foundations» также вошли в альбом Who Made Who, который является саундтреком к фильму Стивена Кинга «Максимальное ускорение»

## Fly on the Wall (видео)
Видео, на котором группа исполняет пять песен из альбома («Fly on the Wall», «Danger», «Sink the Pink», «Stand Up» и «Shake Your Foundations») в небольшом нью-йоркском баре «The Crystal Ballroom». Исполнение сопровождалось различными спецэффектами, такими, как, например, анимированная муха.
Все песни написаны Ангусом Янгом, Малколмом Янгом и Брайаном Джонсоном
| №                   | Название                 | Длительность |
| ------------------- | ------------------------ | ------------ |
| 1.                  | «Fly on the Wall»        | 3:43         |
| 2.                  | «Danger»                 | 4:08         |
| 3.                  | «Sink the Pink»          | 3:40         |
| 4.                  | «Stand Up»               | 4:22         |
| 5.                  | «Shake Your Foundations» | 4:14         |
| Общая длительность: | Общая длительность:      | 27:00        |

- Все видео были переизданы в 2005 году, на видеосборнике Family Jewels

## Список композиций
Все песни написаны Ангусом Янгом, Малколмом Янгом и Брайаном Джонсоном
| №                   | Название                 | Длительность |
| ------------------- | ------------------------ | ------------ |
| 1.                  | «Fly on the Wall»        | 3:44         |
| 2.                  | «Shake Your Foundations» | 4:10         |
| 3.                  | «First Blood»            | 3:46         |
| 4.                  | «Danger»                 | 4:22         |
| 5.                  | «Sink the Pink»          | 4:15         |
| 6.                  | «Playing With Girls»     | 3:44         |
| 7.                  | «Stand Up»               | 3:53         |
| 8.                  | «Hell or High Water»     | 4:32         |
| 9.                  | «Back in Business»       | 4:24         |
| 10.                 | «Send for the Man»       | 3:36         |
| Общая длительность: | Общая длительность:      | 40:30        |

## Участники записи
- Брайан Джонсон — вокал
- Ангус Янг — соло-гитара
- Малколм Янг — ритм-гитара
- Клифф Уильямс — бас-гитара
- Саймон Райт — ударные

## Позиции в чартах

### Альбом
| Год  | Чарт                                      | Позиция |
| ---- | ----------------------------------------- | ------- |
| 1985 | Australian Kent Music Report Albums Chart | 4       |
| 1985 | Billboard 200                             | 32      |
| 1985 | UK Albums Chart                           | 7       |
| 1985 | Sverigetopplistan                         | 10      |
| 1985 | MegaCharts                                | 26      |
| 1985 | New Zealand Albums Chart                  | 22      |

### Синглы
| Год  | Сингл                    | Чарт             | Позиция |
| ---- | ------------------------ | ---------------- | ------- |
| 1985 | «Danger»                 | UK Singles Chart | 48      |
| 1985 | «Shake Your Foundations» | UK Singles Chart | 24      |

## Продажи
| Страна         | Продажи   | Статус     |
| -------------- | --------- | ---------- |
| США            | 1,000,000 | Платиновый |
| Германия       | 100,000   | Золотой    |
| Великобритания | 60,000    | Серебряный |